# Yoko Ono
Yoko Ono (někdy také Yoko Ono Lennon, původním jménem japonsky 小野 洋子 Ono Jóko, * 18. února 1933, Tokio) je japonsko-americká výtvarná umělkyně a hudebnice, známá hlavně díky manželství s britským hudebníkem a bývalým členem skupiny The Beatles Johnem Lennonem.

## Biografie
Narodila se ve vysoce postavené aristokratické japonské rodině. Byla nejstarší ze tří sester (sestry Eisuke a Isoko) a již v dětství získala klasické hudební vzdělání, hrála na klavír a učila se kompozici a zpěvu. Protože její otec byl na vzestupu v bankovní kariéře, rodina se v roce 1935 přestěhovala do USA. O tři roky později, v době kdy Japonsko napadlo Čínu a v USA stoupalo protijaponské cítění, se malá Yoko vrátila s matkou zpět do Tokia, kde navštěvovala základní školu pro děti z vyšších vrstev.
Po skončení 2. světové války se vydala za otcem do New Yorku, kde pokračovala ve studiích. Znovu se začala věnovat hudbě a postupně se v ní prosazovat. Právě v 50. letech se dostala do světa avantgardních umělců. Za jednoho z nich, Toši Ičijanagi (一柳 慧), se v roce 1956 provdala. Věnovala se umění, skládání hudby a scházela se s podobně zaměřenými lidmi.
V roce 1962 se na dva roky vrátila zpět do Japonska. V následujících několika letech se rozvedla, znovu vdala (za filmového producenta Anthony Coxe) a znovu rozvedla. V srpnu 1963 se jí narodila dcera Kyoko Ono Cox.
V polovině 60. let se stala součástí uměleckého hnutí Fluxus. Začala se zabývat videoartem, happeningy, tvorbou uměleckých objektů a protestními mírovými akcemi, kterým se věnuje dodnes. Vydala knihu básní Grapefruit.
V roce 1966 navštívila Londýn se svým dílem Cut piece (česky ustřihnout kousek něčeho), kdy klečela na pódiu a diváci z ní mohli odstřihovat kousky ošacení. Vystoupení mělo úspěch, a tak dostala nabídku na uspořádání vlastní výstavy nazvané Nedokončené obrazy a předměty v galerii Indica. Tam se, dne 9. listopadu 1966, poprvé setkala s Johnem Lennonem. Lennona naprosto očarovala, její osobní kouzlo ho natolik pohltilo, že prohlásil, že teprve s ní poznal, co je to láska. V květnu 1968 John Lennon nahrál společně s ní první společné album Unfinished Music No. 1: Two Virgins, na jehož obalu jsou oba nazí, proto se gramofonová deska musela prodávat v papírovém sáčku. Album obsahuje koláž zvuků a mluveného slova.
V listopadu 1968 bylo rozvedeno Lennonovo manželství s Cynthií Powellovou, aby 20. března 1969 mohli John a Yoko v tichosti na Gibraltaru uzavřít sňatek.
Rok 1969 je kritický pro skupinu Beatles. John Lennon začal na nahrávání vodit Yoko Ono, proti čemuž protestoval hlavně Paul McCartney. Lennon a Yoko založili skupinu Plastic Ono Band a začali se politicky angažovat a protestovat proti válkám. Pořádali různé veřejné akce a mírové happeningy, nejznámější – Bed In – se odehrál v květnu 1969 v Montrealu. Novomanželé Lennonovi strávili 8 dní v posteli, vzývali mír, pořádali mírové dýchánky a společně s přáteli (mj. Timothy Leary) nahráli dnes již kultovní skladbu Give Peace a Chance. Také spolu natočili několik filmových experimentů, ale hlavně nahrávali další hudební alba.
V roce 1970 se Beatles oficiálně rozpadli. O rok později se manželé Lennonovi přestěhovali natrvalo do USA a zabydleli se v domě zvaném Dakota House na newyorském Manhattanu. Ve Spojených státech měl John Lennon problémy s imigračním úřadem kvůli dřívějšímu přechovávání drog. Proto získal tzv. zelenou kartu umožňující trvalý pobyt a práci v USA až v roce 1976. Manželství prošlo krizí (1973), na nějaký čas se Lennonovi od sebe odloučili.
9. října 1975 přivedla na svět jejich jediné společné dítě Seana Ono Taró Lennona (japonsky 小野 太郎). Po narození syna si Lennon dal pauzu a uzavřel se před okolním světem, věnoval se pouze dítěti, zatímco Yoko chodila do práce a věnovala se obchodním záležitostem. V srpnu 1980 začal John Lennon po šesti letech znovu skládat hudbu a natáčet písně. Z těchto nahrávek vznikla dvě alba – Double Fantasy (1980) a Milk and Honey (1984).
Dne 8. prosince 1980 se Lennon stal obětí atentátu. Přímo před branou jeho newyorského bytu jej postřelil duševně nemocný Mark David Chapman, kterému se několik hodin předtím podepsal na své nové album Double Fantasy. Při převozu do nemocnice John zemřel. Yoko Ono žije v Dakota House dodnes.
Na přelomu 80. let a 90. let začala Yoko Ono znovu tvořit a vystavovat své umělecké práce, vydala několik sólových alb a zvukovou nahrávku jejích rozhovorů s Johnem Lennonem. Uspořádala koncertní turné k albu Rising, na kterém ji doprovodila skupina jejího syna Seana. Složila také dva muzikály a uspořádala několik výstav svých děl a Lennonových litografií.
11. prosince 2003 Yoko Ono osobně zahájila výstavu Woman's room, (česky Ženský pokoj) v Praze na Kampě.

## Ocenění a nominace
- cena Grammy za album roku Double fantasy (1982)
- cena Helen Caldicottové za propagaci míru (1987)
- čestný doktorát na umělecké škole v Chicago (1997)
- cena Grammy za produkování filmu Gimme some truth – The making of John Lennon's Imagine album (2001)
- čestný doktorát práv na liverpoolské univerzitě za umělecký přínos a založení stipendijního fondu Johna Lennona v roce 1991 (2001)
- cena za nejlepší výstavu YES od Americké společnosti uměleckých kritiků (2001)
- Skowheganova cena za použití rozmanitých prostředků v umění (2002)

## Diskografie

### Studiová alba
[*] = s Johnem Lennonem
- Unfinished Music No.1: Two Virgins [*] (1968)
- Unfinished Music No.2: Life With The Lions [*] (1969)
- Wedding Album [*] (1969)
- Live Peace In Toronto 1969 [*] (1969) #10
- Yoko Ono/Plastic Ono Band (1970) #182
- Fly (1971) #199
- Sometime In New York City [*] (1972) #48
- Approximately Infinite Universe (1972) #193
- Feeling the Space (1973)
- A Story (1974)
- Double Fantasy [*] (1980) #1
- Season of Glass (1981) #49
- It's Alright (I See Rainbows) (1982) #98
- Every Man Has A Woman (1984) (s dalšími hudebníky)
- Milk and Honey [*] (1984) #11
- Starpeace (1985)
- Onobox (1992)
- Walking On Thin Ice (1992)
- New York Rock (1994)
- Rising (1995)
- Rising Mixes (1996)
- Blueprint for a Sunrise (2001)
- Yokokimthurston – Yoko Ono / Thurston Moore / Kim Gordon (2012)

### O Yoko Ono (v angličtině)
- Clayson, Alan a kol.: Woman: The Incredible Life of Yoko Ono
- Goldman, Albert: The Lives of John Lennon
- Green, John: Dakota Days
- Hendricks, Geoffrey: Fluxus Codex
- Hendricks, Geoffrey: Yoko Ono: Arias and Objects
- Hopkins, Jerry: Yoko Ono
- Millett, Kate: Flying
- Pang, May: Loving John
- Rumaker, Michael: The Butterfly
- Seaman, Frederic: The Last Days of John Lennon (česky Poslední dny Johna Lennona. Paseka, 1995, ISBN 80-7185-035-7, překl. Tamara Nathová)
- Sheff, David: John Lennon and Yoko Ono: The Playboy Interviews
- Weiner, Jon: Come Together
- Wenner, Jann: The Ballad of John and Yoko
- Yoon, Jean: The Yoko Ono Project

### O Yoko Ono (v češtině)
- Bairdová, Julie; Giuliano, Geoffrey: John Lennon – můj bratr. Český filmový ústav, 1992, ISBN 80-7004-072-6